# Union sportive métropolitaine (rugby à XV)
Ne doit pas être confondu avec l'Union sportive métropolitaine des transports, club créé en 1945.
Ne doit pas être confondu avec le Métro Racing 92, club créé en 2001.
L'Union sportive métropolitaine est un club français de rugby à XV.
Créé en 1928, il disparaît en 1945 par fusion au sein de l'Union sportive métropolitaine des transports.

## Histoire

### Union sportive métropolitaine
Le 11 mars 1928, 129 agents de la Compagnie du chemin de fer métropolitain de Paris actent la création du club sportif de l'Union sportive des métropolitains. L'association est officiellement déclarée le 19 mars auprès de la préfecture de la Seine. Le rugby est l'une des sept sections constituant le jeune club.
Lors de la saison 1936-1937 de la division Honneur, l'US métro termine à la première place de son groupe lors de la seconde phase du championnat. Cette performance lui permet d'être promue la saison suivante en division Excellence, soit la première division du championnat de France,.

### Fusion au sein de l'Union sportive métropolitaine des transports
Le club, entre-temps renommé Union sportive du métropolitain puis Union sportive métropolitaine, fusionne le 17 mars 1945 avec le Club sportif des transports métro, conduisant à la création de l'Union sportive métropolitaine des transports.

## Palmarès
- Championnat de France de 3e série :
  - Champion (1) : 1932
- Championnat de France de 2e série :
  - Vice-champion (1) : 1933